# Phlogophora periculosa
Phlogophora periculosa är en fjärilsart som beskrevs av Achille Guenée 1852. Phlogophora periculosa ingår i släktet Phlogophora och familjen nattflyn. Inga underarter finns listade i Catalogue of Life.

## Bildgalleri

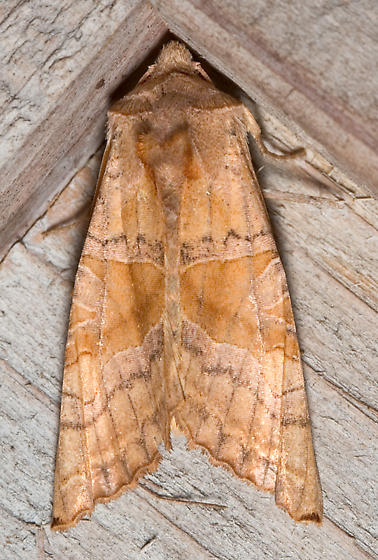